# 震度
地震における震度（しんど）とは、地震動の強さを表す尺度を言う。工学的震度という場合、主に地震動の加速度を言う。

## 工学的震度
地震動の強さを表す尺度として気象庁震度階級は便利なもので一般にも広く普及しているが、当初は個人の主観に頼って階級判断されていたこともあり、客観性のある尺度としては不十分なものであった。そのため、建築物の耐震設計などをするにあたっては科学的に正確な尺度として用いることができず、別途地震動の強さを表す工学的定義が必要となる。現在においては以下の加速度による定義（佐野震度）がよく用いられている。

### 佐野震度
1916年（大正5年）に、佐野利器は著書『家屋耐震構造論』の中で、耐震計算をするための尺度として、地震動の強さは地震波の最大加速度 αに比例するものと考えαの重力加速度 g（=980 Gal）に対する比 Kを震度（seismic coefficient）と名付けた。現在においては佐野震度（Sano's seismic coefficient）または工学的震度とも呼ばれる。
佐野震度 {\displaystyle K=\alpha /g}
地震動による水平加速度 αh、鉛直加速度 αvが問題となるときは、
{\displaystyle K_{h}=\alpha _{h}/g\ ,\ K_{v}=\alpha _{v}/g}
とし、それぞれ水平震度（horizontal seismic coefficient）および鉛直震度（vertical seismic coefficient）と呼ぶ。なお、耐震設計においては基本的に水平震度が問題となる。
この震度概念の導入は、物体が地震動を受けることによってかかる力（地震力）の算出を簡明にした。
いま、（質量ではなく）重量 Wkg重の物体がαGalの地震動を受けたとする。このとき、物体の質量をmとすると、ニュートンの運動方程式から地震力 Fは
{\displaystyle F=m\ \alpha }
となる。ここで、重力加速度は地球上ではほぼ一定のgであることからm=W/gとなるので、
{\displaystyle F=m\ \alpha ={\frac {W}{g}}\alpha }={\displaystyle \left({\frac {\alpha }{g}}\right)W=KW}
が導かれる。
すなわち、重量 Wkg重の物体が震度 Kの地震動を受けるとき、地震動の方向に
地震力 F=KW（単位：kg重）
を受けることとなる。
構造計算法の中の許容応力度計算（一次設計）では、地震力を決める係数のひとつとして標準せん断力係数Coを用いており、通常0.2、軟弱地盤における木造建築物では0.3とされていて、それぞれおよそ水平震度0.2、水平震度0.3に相当する（厳密には地域係数、振動特性係数など他の係数も関係するため若干異なる）。建築物の地上階の設計においては、1981年以前の法令で「水平震度」が規定されていたが現行法令上は標準せん断力係数がこれを代替している。地下階の設計においては法令上も「水平震度」が登場する。ここでいう水平震度0.2は水平加速度0.2g=約200ガルに相当する。
なお、耐震基準で定める一次設計水平震度0.2を超えると建物は損傷を起こし始め、二次設計水平震度1.0を超えると倒壊が始まるとされる。こう考えると1000ガル程度の地震で建物が倒壊するように聞こえるが、実際の地震では最大加速度は一瞬にしか現れないので、通常はこの数倍の最大加速度の地震に耐えることができる。ただし、卓越周期（その建物を揺らした地震動の周期をスペクトルで表した時に大きな値をとる周期）が固有振動周期に近い地震動ではこの限りでない。

### 他の工学的な震度
一般には地震の強さは地震波の加速度に比例すると考えられ、主に工学的震度（佐野震度） Kが用いられているが、震害の大きさは一概に工学的震度 Kに比例するわけではないこともあり、他にも定義が存在する。

#### ハウスナーのスペクトル強度
ハウスナー（G.W. Hausner）は、地震の強さを測る強度として、応答速度スペクトルと呼ばれるものを周期0.1secから2.5secの間で平均し
SI（cm/s）={\displaystyle {\frac {1}{2.4}}\int _{0.1}^{2.5}S_{v}dT}
という量を定義し、これをスペクトル強度（SI, Spectral Intensity）と名付けた。
建物を揺らす地面の地震動を速度の周期分布で表現した速度表面スペクトルに対し、地震動に呼応して建物自体が揺れる振動を速度の周期分布で表現したのが応答速度スペクトルである。一般的に前者よりも後者の方が大きな速度値をとり、またピーク周期も異なるため、建物被害を考える上では後者の方が重要である。
ただし、固有周期2.5秒を超えるような長周期地震動はSI値の定義外のため、被害との相関性が低くなる。

## 震度階級

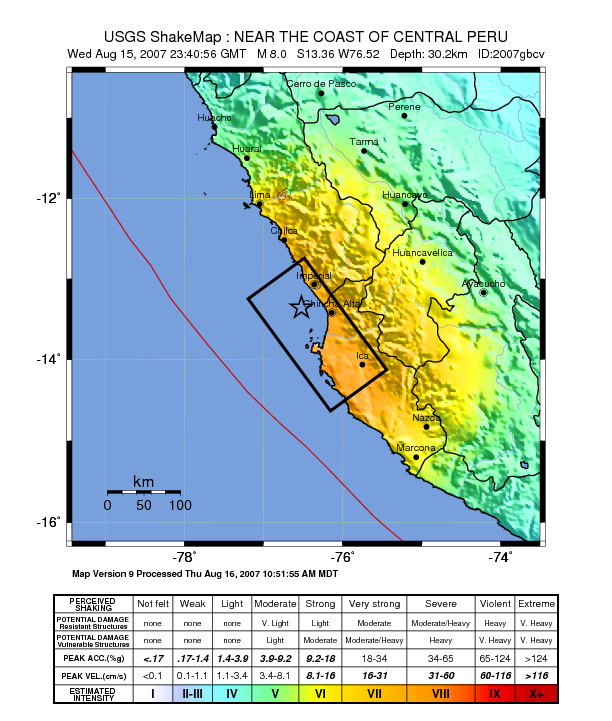
2007年のペルー地震の震度分布図。USGSの推定による改正メルカリ震度階。

地震動の強弱を表す尺度としては震度階級（seismic intensity scale）または単に震度階と呼ばれるものもある。それぞれ揺れの違いがある10前後のレベルで表現され、世界では地域により定義の異なるいくつかの震度階級が用いられている。現在の日本では気象庁震度階級が使われており、日本では一般的にこれを「震度」と呼ぶ。なお、震度階級と工学的震度（佐野震度）の強さは一概には比例しない。

### 震度階級の性質
震度階級は、断層破壊で放出されるエネルギーの大きさを表すマグニチュード（地震のエネルギーの規模）とは異なり、観測する地点によって全く異なる。その地震によって各地で観測されたうち、最大の震度階級を最大震度階級（maximum seismic intensity scale）または単に最大震度という。
マグニチュードは「地震のエネルギー規模」を表すもので、マグニチュードが大きくなれば最大震度も比例する形で大きくなるが、逆に同じマグニチュードでも最大震度の差異を生じることもある。小さな揺れが広範囲に渡ったり、長時間揺れれば、マグニチュードは相対的に大きくなる。これに対して、震度は実際の揺れの測定値であり、地震の発生源が浅ければ（地表に近ければ）、マグニチュードが小さくても最大震度が大きくなる場合もある。震度は地震動の強さを表し、1つの地震につき場所によって多数の値をとる。
震源が浅い直下の地震では、マグニチュードの値と気象庁震度階級の値がほぼ同じ数値になることが経験的に知られていて、例えばマグニチュード4程度の地震では最大震度はおおむね4以下（計測震度4.5未満）となることが多い。ただし、地盤の固さや震源の深さなどにより、最大震度は比例関係から外れ大きくなる場合がある。
原則として、震度階級は震源（震央）からの距離に逆比例し、震源から遠いほど震度階級は小さくなる。最大震度階級は震源の直上である震央付近となるのが普通で、震度階級の広がりを地図上に表すと同心円に近い分布をとる。震央からの距離が同じ地震でも、震源の深さが深くなるほど、同じ地点でも震度階級は小さくなる。なお、日本付近の約100kmより深い太平洋プレートで発生する深発地震の中には、地下のテクトニクス構造（プレートの重なりの構造）を原因とする異常震域のため、震央で揺れが小さいにもかかわらず東北地方や関東地方の太平洋岸で揺れが大きくなる事例がしばしば見られる。異常震域は地表付近の地盤の固さの違いが揺れを増幅させたり減衰させたりして生じることもある。
「震度○の地震」という表現は、「その地震の最大震度階級」を意味する場合と、「その地震における、ある地点の震度階級」を意味する場合があり、注意を要する。たとえば、兵庫県南部地震（M7.3）は震源に近い神戸市などで最大震度7（気象庁震度階級）を観測した「震度7の地震」であると同時に、震源から離れた名古屋市では「震度3の地震」、東京では「震度1の地震」である。

### 震度階級の種類
震度の階級表は国際的に統一された標準的な規格はなく、それぞれの国や地域が採用したいくつかの指標がある。主な使用されている震度階級としては以下のようなものがある。なお、それぞれの震度階級の間で、数式などを用いて対応関係を示すことは難しい。また同じ震度階級でも機関によって運用や基準が異なり、単純に同じとはみなせない場合がある。各国の気象機関で公式に使用する震度を定めていないところも多いが、改正メルカリ震度階を使用するところが多い。なお、日本以外の多くの地域では、加速度計や地震計といった機械のデータも参考にされるが、主に人体感覚や被害の程度などを総合的に勘案して、人が判定している。
気象庁震度階級
日本の気象庁震度階級は、現在では機械による計測値、いわゆる「計測震度」を使用しており、デジタル震度計が観測した計測値を10段階に換算して気象庁が発表している。また、気象庁は地震や津波の早期周知のため、地震発生数分以内に報道機関などに震度を含めた地震情報を発表している。震度3以上の場合は都道府県を数個に区切った地域ごとの震度、そののちに地点ごとの震度という形で段階的に詳細な情報が発表される。大規模な地震では、その後にデータを詳細に分析するなどして、推計震度分布図も作成される。1996年9月までは、気象台の職員が、体感や被害などから判定していた。2013年、気象庁震度階級とは別に長周期地震動に関する4段階の「長周期地震動階級」を設定し、同年11月から試行的に「長周期地震動に関する観測情報」として運用を始め、2019年3月より本運用に移行した。
ロッシ・フォレル震度階
ロッシ・フォレル震度階は、1873年ごろに出てきた地震の強さをIからXの10階級に分類した震度階級である。Xの適用範囲が広すぎること、ヨーロッパの生活を基にした基準であり、メルカリ震度階が出てきたこともあり、次第に使用されなくなった。
改正メルカリ震度階
メルカリ震度階はロッシ・フォレル震度階から発展したもので、1902年ごろに出てきた13階級からなる震度階級表である。後に何度か修正が重ねられ、メルカリ・カンカーニ・シーベルグ震度階が提案され、1931年にはメルカリ・ウッド・ニューマン震度階となり、現在ではIからXIIの12階級からなる改正メルカリ震度階となった。アメリカ、韓国などの国で使われている。
メドヴェーデフ・シュポンホイアー・カルニク震度階級
メドヴェーデフ・シュポンホイアー・カルニク震度階級は、ヨーロッパでは日本の気象庁震度階級とも改正メルカリ震度階とも異なる別のものを使用している国があり、国際間の情報交換に都合が悪かったことから、国際的に統一した震度階級として提案されたIからXIIの12階級からなる階級表である。1964年の会議の議題となったが結局見送りとなり国際的な統一とはならなかった。CIS諸国、東ヨーロッパ諸国、イスラエル、インドなどで使われている。
ヨーロッパ震度階
ヨーロッパ震度階は、ヨーロッパ地震学委員会によって1988年ごろに提案され、ヨーロッパ各国で使用される1から12までの12階級からなる震度階級表である。
中国震度階級
中国震度階級は、1980年ごろに出てきた中華人民共和国で使われるIからXIIの12階級からなる震度階級表である。1999年改正。
中央気象署震度階級
中央気象署震度階級は、台湾の中央気象署が2000年に制定した、1996年9月30日以前の旧気象庁震度階級を参考にした0から7の8段階の震度階級であった。2020年1月1日より従来の5級（強震）と6級（烈震）を、5弱、5強、6弱、6強に細分し、気象庁震度階級を参考にした0から7の10段階の震度階級に変更した。

### 統計上の連続性の問題
震度階級の定義は何度か改定されている場合が多く、研究資料として用いる場合の連続性が問題となる場合がある。気象庁震度階級を例にとれば、計測震度が導入された1996年10月1日の改正前後で大きな差がある。また、気象庁震度階級は観測点数が1990年代から2000年代にかけて急増し観測密度が高くなったため、震度の統計には補正が必要である。